# مارسيل هالستنبيرغ
مارسيل هالستنبيرغ (بالألمانية: Marcel Halstenberg) (مواليد 27 سبتمبر 1991) هو لاعب كرة قدم ألماني ، يلعب حاليًا لنادي لايبتسيغ الألماني في مركز الظهير الأيسر.

## روابط خارجية
- مارسيل هالستنبيرغ على موقع الاتحاد الأوربي (الإنجليزية)
- مارسيل هالستنبيرغ على موقع إي إس بي إن إف سي (الإنجليزية)
- مارسيل هالستنبيرغ على موقع قاعدة بيانات كرة القدم.إي يو (الإنجليزية)
- مارسيل هالستنبيرغ على موقع بيانات كرة القدم. دي إي (الألمانية)
- مارسيل هالستنبيرغ على موقع ليكيب (الفرنسية)
- مارسيل هالستنبيرغ على موقع ناشيونال فوتبول تيمز (الإنجليزية)
- مارسيل هالستنبيرغ على موقع Soccerbase.com (لاعب) (الإنجليزية)
- مارسيل هالستنبيرغ على موقع Soccerway.com (الإنجليزية)
- مارسيل هالستنبيرغ على موقع عالم كرة القدم.نت (الإنجليزية)
- مارسيل هالستنبيرغ على موقع AS.com (الإسبانية)